# Eduardo Wenceslao Holmberg
Eduardo Fernando Wenceslao Holmberg (Buenos Aires, 17 de junho de 1815 - ?) foi um botânico e militar argentino.
Filho do Barão de Holmberg, que combateu com Manuel Belgrano no  Exército do Norte, seguiu também a carreira militar. Foi ajudante do general Juan Galo Lavalle, sob cujas ordens lutou na Batalha de Rodeo del Medio e capturado. Se exilou no Chile com Domingo Faustino Sarmiento, maçom como ele, durante o governo de Juan Manuel de Rosas.
Se casou com a oriental Laura Correa Morales, e teve quatro filhos; o mais velho deles, Eduardo Ladislao, foi uma das grandes figuras em ciências naturais na Argentina. 
Foi um dedicado cultivador de camélias, e desenvolveu  numerosas variedades.
]